# 政山恵一
政山 恵一（まさやま けいいち、1943年9月30日 - ）は、大阪府出身の元プロ野球選手（投手）。

## 来歴・人物
藤沢商業高から神奈川大学に進学するも中退。社会人野球のリッカーミシンに入団し、その後林建設へ移籍。
1967年オフ、サンケイアトムズの入団テストを受け合格しドラフト外で入団する。しかし、わずか1年間で退団した。

## 詳細情報

### 年度別投手成績
- 一軍公式戦出場無し

### 背番号
- 70 （1968年）